# Kazimierz Iwor
Kazimierz Iwor-Szczygielski, właśc. Kazimierz Pryputeń (ur. 15 października 1920 w Łanowcach, zm. 30 września 1982 w Gdańsku) – polski aktor teatralny i filmowy, żołnierz Wojska Polskiego oraz Ludowego Wojska Polskiego.

## Życiorys
W 1937 roku ukończył Instytut Muzyczny w Grodnie. Po wybuchu II wojny światowej wstąpił na ochotnika do wojska i walczył w kampanii wrześniowej w szeregach 76 Lidzkiego Pułku Piechoty. Ranny trafił do niewoli niemieckiej i został osadzony w Stalagu XI A Altengrabow. Tam występował w teatrze obozowym, prowadzonym przez Konstantego Ildefonsa Gałczyńskiego. Następnie zaciągnął się w szeregi 1 Dywizji Piechoty im. Tadeusza Kościuszki, gdzie ukończył frontową szkołę oficerską. Po zakończeniu walk udał się do Szczecina, gdzie pełnił funkcję adiutanta komendanta miasta. Rozpoczął również studia ekonomiczne, równolegle prowadząc wojskowe i amatorskie zespoły estradowe. W latach 1949–1958 występował na scenie Teatrów Dramatycznych, jednocześnie uczęszczając działającego przy tej scenie studia dramatycznego. W 1953 roku eksternistyczny egzamin aktorski w Krakowie.  Następnie występował w teatrach: im. Juliusza Osterwy w Lublinie (1958−1960), Polskim w Bielsku-Białej (1960–1962) i Wybrzeże w Gdańsku (1962-1980). Grał również w przedstawieniach Teatru Telewizji oraz Teatru Polskiego Radia.

### Odznaczenia
Podczas wojny Kazimierz Iwor otrzymał Order Virtuti Militari, Krzyż Walecznych, Odznakę Grunwaldzką oraz radziecki Medal „Za zdobycie Berlina”.

## Filmografia
- W każdą pogodę (1969)
- S.O.S. (1974, odc. 7)
- Śmierć prezydenta (1977) – poseł Herman Lieberman
- Lekcja martwego języka (1979) – Wasserzug, właściciel hotelu
- Królowa Bona (1980, odc. 10, 11) – Jan Lang, poseł habsburski
- 07 zgłoś się (1981, odc. 13) – archiwista w sądzie gdańskim